# Dicky Indrayana
Mochammad Dicky Indrayana (sinh ngày 4 tháng 6 năm 1997, ở Ciamis) là một cầu thủ bóng đá người Indonesia thi đấu cho Bali United F.C. ở Liga 1 ở vị trí thủ môn.

## Sự nghiệp

### Bali United
Bali United là câu lạc bộ đầu tiên của Indrayana. Anh được tuyển năm 2015 bởi huấn luyện viên Indra Sjafri cùng với các đồng đội Yabes Roni, Martinus Novianto, và Ricky Fajrin.

## Sự nghiệp quốc tế
Anh có màn ra mắt quốc tế ngày 21 tháng 3 năm 2017, trước Myanmar.